# Gilles De Smedt
Gilles De Smedt (1440-1506) est un carme flamand, auteur d'écrits spirituels, actif dans le milieu de l'ancienne université de Louvain, sous le pseudonyme latin d'Aegidius Faber, à la fin de la période bourguignonne.

## Biographie

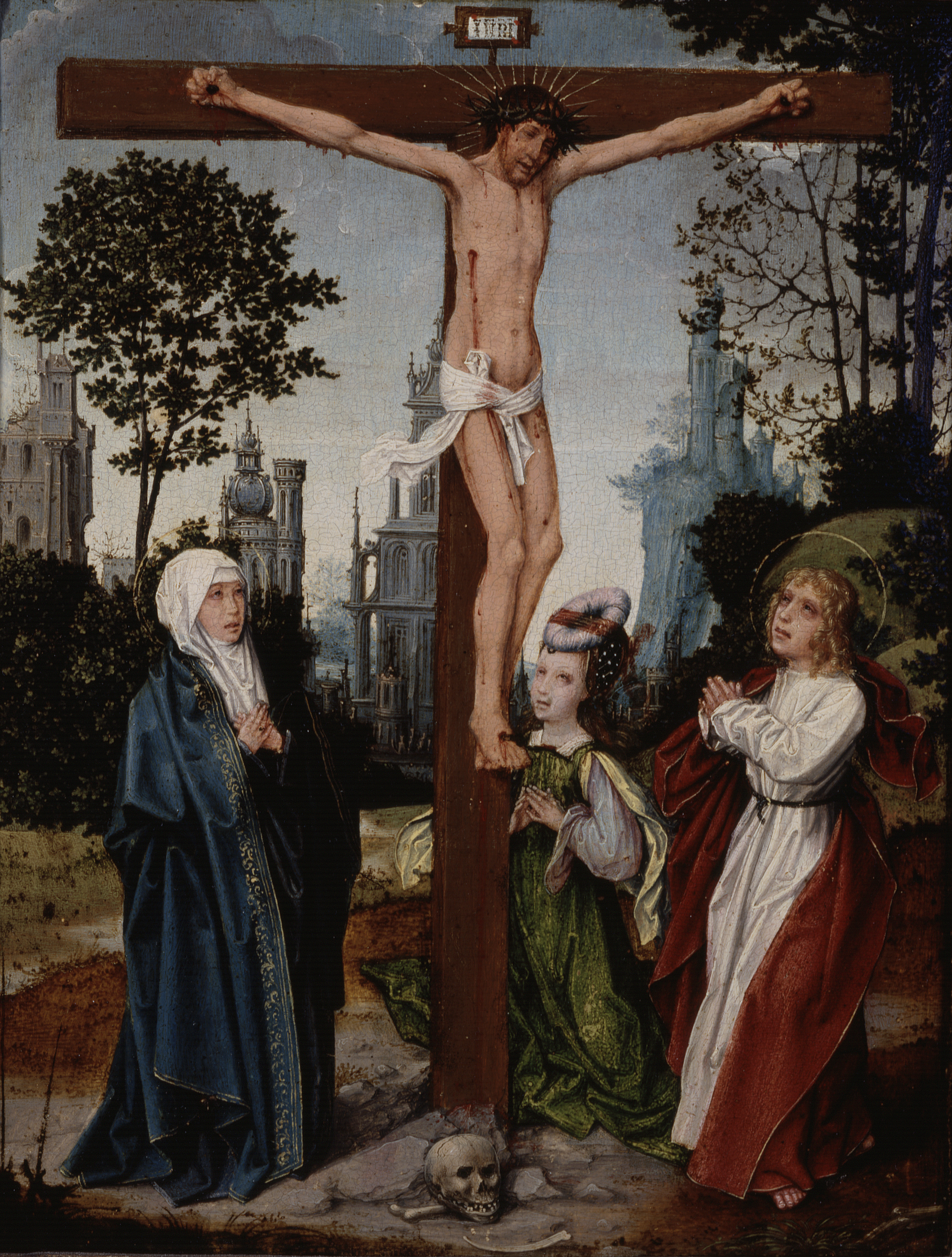
Le Christ en croix (Jan Provoost)

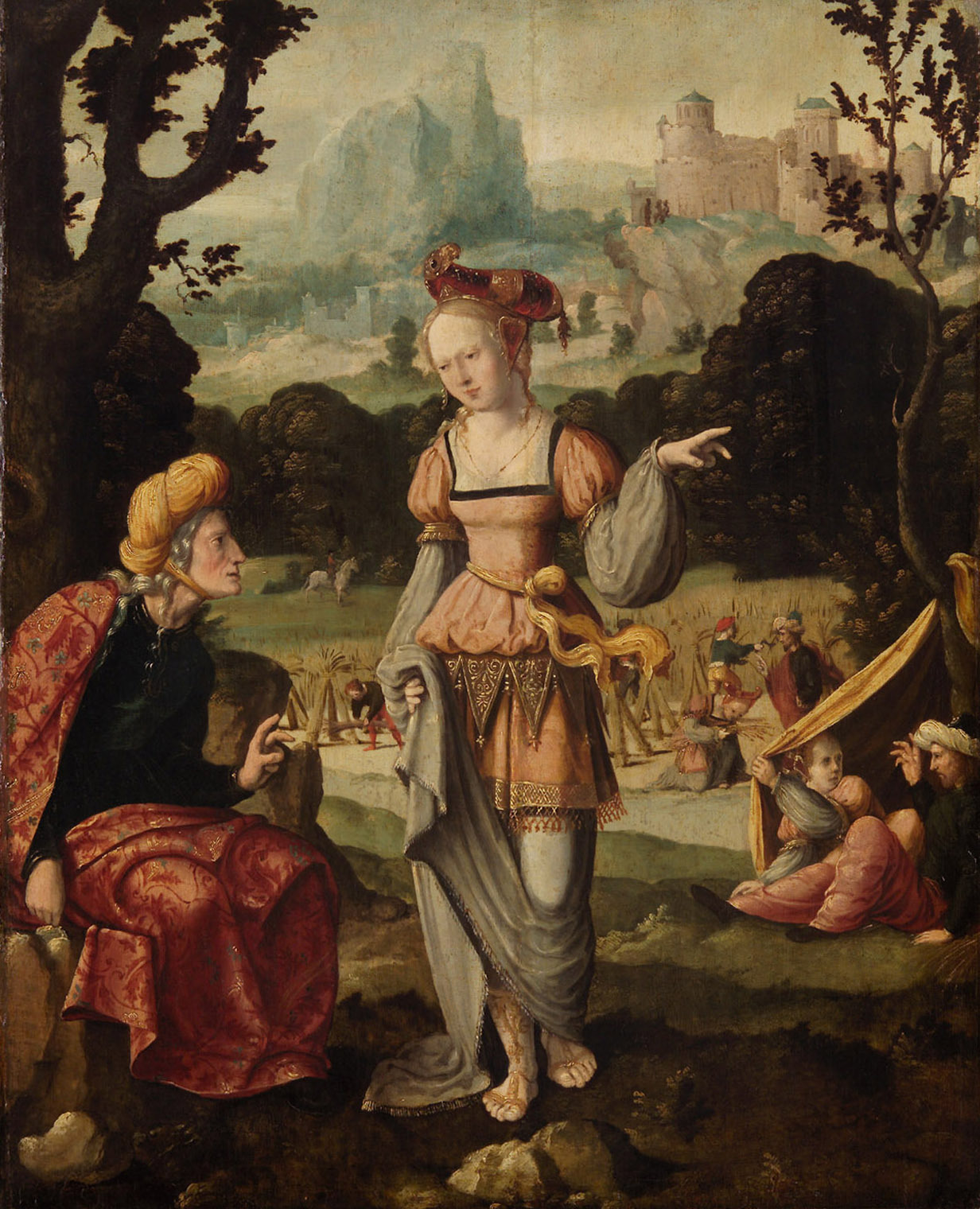
Noémi et Ruth (Jan van Scorel)

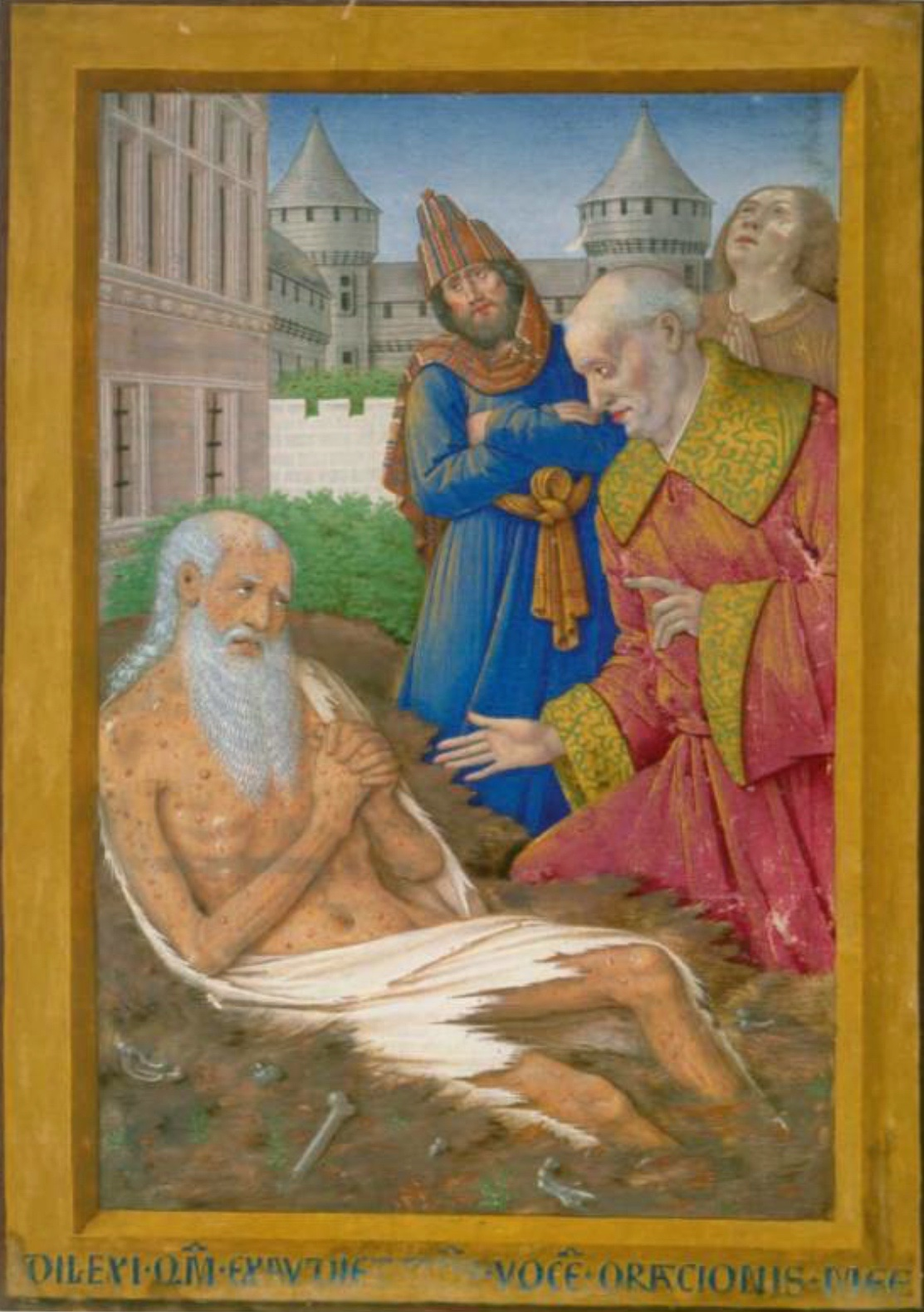
Job et ses amis (Jean Bourdichon)

Gilles est né à Bruxelles en 1440. Entré chez les carmes, il décroche un doctorat en théologie à Louvain, en 1468. Il sera longtemps chargé de la direction du collège des carmes de cette ville, où il participera également à la fondation d'un monastère de chartreux. Prédicateur célèbre, il devient le conseiller de l'empereur Maximilien de Habsbourg, avant de décéder à Bruxelles, le 19 février 1506.

## Postérité
Gilles est l'auteur d'un certain nombre d'œuvres, restées manuscrites. Outre un manuel de piété, centré sur la Passion du Christ (De testamento Christi in cruce), il a composé des traités de théologie sur base de commentaires du livre de Ruth et du livre de Job (Commentarii in Ruth et Job), ainsi que des évangiles et des lettres de Paul (Commentarii in Evangelia et epistolas D. Pauli). Ses homélies ont été mises par écrit, et réparties en deux ensembles, selon qu'elles s'adressaient au clergé (Orationes ad clerum) ou au peuple (Sermones ad populum). Membre d'un ordre religieux à l'époque du réveil des observances, il s'est intéressé aux problèmes de la vie monastique (Contra proprietarios, De ortu religionum, Praecepta vitae religiosae) et compilé une histoire des carmes (Chronicon ordinis carmelitarum).

### Œuvres
- Commentarii in Ruth et Job
- Commentarii in Evangelia et epistolas D. Pauli
- Orationes ad clerum
- Sermones ad populum
- Contra proprietarios
- De ortu religionum
- Praecepta vitae religiosae
- Chronicon ordinis carmelitarum
- De testamento Christi in cruce

### Études
- I. Rosier, « De Smedt ou Fabri (Gilles) », Dictionnaire de spiritualité ascétique et mystique, Paris, Beauchesne, t. III,‎ 1957, p. 630.